# 泰奧加湖
泰奧加湖（英語：Tioga Lake），是南極洲的湖泊，位於南奧克尼群島，處於耶布森港東北面和泰奧加山西北面，在1991年由英國南極名稱諮詢委員命名，現時由南極條約體系管理。